# Hradišťátko
Hradišťátko je raně středověké hradiště u Dolních Břežan v okrese Praha-západ ve Středočeském kraji. Nachází se na západním okraji obce na ostrožně nad Břežanským potokem. Osídleno bylo v průběhu desátého a snad i jedenáctého století. Jeho pozůstatky jsou chráněny jako kulturní památka.

## Historie
Hradiště bylo poprvé představeno na schůzi archeologického sboru Národního muzea v roce 1860. Archeologický výzkum na něm proběhl ve druhé polovině osmdesátých let pod vedením Vladimíra Čtveráka. Ten rozlišil dvě stavební fáze a na základě nalezené keramiky datoval dobu života na hradišti do jedenáctého století. Ladislav Varadzin v roce 2010 upozornil na změny v dataci raně středověké keramiky. Hradiště bylo podle něj založeno ve druhé třetině desátého století (střední doba hradištní), zaniklo nejpozději ve třetí třetině téhož století, a zařazení druhé stavební fáze opevnění do raného středověku proběhlo bez podkladů.
Hradiště umožňovalo ochranu cesty k brodu přes Vltavu u Zbraslavi, hypoteticky mohlo být správním a hospodářským centrem hradské soustavy a snad mohlo souviset i s dobýváním zlata v okolí. Podle Ladislava Varadzina snad hradiště, vzhledem ke krátké době osídlení, představovalo opěrný přemyslovský bod v rodové doméně, vybudovaný v době expanze knížete Boleslava I.

## Stavební podoba
Jednodílné hradiště má lichoběžníkový půdorys a jeho rozloha měří 1,73 hektaru. Nachází se na ostrožně vymezené strmým svahem údolí Břežanského potoka a dvojicí roklí na jihu a na západě. Opevněn byl celý obvod hradiště, ale pozůstatek hradby se v podobě valu dochoval zejména na přístupné východní straně a na jihozápadě. Původní vstup se nacházel na jihu, ale novodobý vede od východu. Dochovaný val převyšuje okolní terén o 2,5–2,8 metru a před ním je patrný příkop.
Původní hradba s celkovou šířkou asi pěti metrů byla složená z čelní zdi z nasucho kladených kamenů tlusté 1,4–1,8 metru. Zadní stranu tvořila stěna z fošen a střední prostor byl vyplněn kamenitým materiálem. Přístup k hradbě z vnější strany chránil příkop, který býval 8,5 metru široký a 2,4 metru hluboký. Ve druhé stavební fázi byla zchátralá hradba zplanýrována do podoby sypaného valu s palisádou na vrcholu.